# Aleris
|  | Sammenskrivningsforslag Artiklerne Aleris Hospitaler, Aleris er foreslået sammenskrevet. (Siden februar 2025) Diskutér forslaget |

Aleris AB er et svensk privathospital og sundhedsvirksomhed med hovedkvarter i Stockholm. De har virksomhed i Sverige, Norge og Danmark med privathospitaler, sundhedsklinikker og lægeklinikker. I Sverige har Aleris 3.600 ansatte og i hele Skandinavien har de 5.400 ansatte.
Navnet Aleris stammer fra latin alere og betyder at læge og at hele.

## Danmark
I Danmark er Aleris tilstede med 7 privathospitaler igennem datterselskabet Aleris A/S med ca. 600 ansatte.

## Historie
Aleris blev etableret i 2005 ved en fusion mellem CarePartner og ISS Health Care. Siden 2019 er Aleris ejet af investeringsvirksomheden Triton.